# Patricia Clavin
Pour les articles homonymes, voir Clavin.
Patricia M. Clavin, (née en 1964) est une historienne et universitaire britannique, spécialisée dans les relations internationales, les crises économiques et l'histoire du XXe siècle. Elle est professeure d'histoire moderne au Worcester College d'Oxford.

## Biographie

### Formation
Patricia Clavin étudie l'histoire moderne au King's College de Londres, où elle obtient un baccalauréat ès arts (BA) et un doctorat (PhD).

### Carrière académique
Patricia Clavin est maitresse de conférences en histoire moderne à l'université de Keele. En octobre 2003, elle est élue fellow du Jesus College d'Oxford et nommée professeur d'histoire moderne à l'Université d'Oxford. En 2011, elle devient professeur d'histoire internationale.
En octobre 2021, Clavin est nommée professeure d'histoire moderne au Worcester College, succédant à Robert Gildea et devenant la première femme à occuper cette chaire.
Elle est membre du comité de rédaction de Past & Present.
En 2015, Clavin reçoit la médaille de la British Academy pour son livre, Securing The World Economy: The Reinvention of the League of Nations 1920-1946. En juillet 2016, elle est élue Fellow of the British Academy (FBA),. Elle est également membre de la Royal Historical Society (FRHistS) et membre étranger de l'Académie norvégienne des sciences et des lettres.

## Publications
- (en) Patricia Clavin, The failure of economic diplomacy: Britain, Germany, France and the United States, 1931-36, Basingstoke, Macmillan, 1996 (ISBN 978-0333605301)
- (en) Asa Briggs et Patricia Clavin, Modern Europe: 1789-1989, London, 1st, 1997 (ISBN 978-0582494060, lire en ligne )
- (en) Patricia Clavin, The Great Depression in Europe, 1929-1939, Basingstoke, Macmillan, 2000 (ISBN 978-0333606803)
- (en) Asa Briggs et Patricia Clavin, Modern Europe, 1789 - present, London, 2nd, 2003 (ISBN 978-0582772601)
- (en) Patricia Clavin, Securing the world economy: the reinvention of the League of Nations, 1920-1946, Oxford, Oxford University Press, 2013 (ISBN 978-0199577934)